# Werner Reinecke
Werner Theodor Hermann Reinecke (* 21. Juni 1891 in Gußwitz, Bojanowo, Provinz Posen; † 26. Mai 1963 in Hannover) war ein deutscher Politiker (SPD, GVP) und Mitglied des Niedersächsischen Landtages.

## Leben
Werner Theodor Hermann Reinecke kam als Sohn des evangelischen Rittergutspächters Wilhelm Reinecke und dessen Ehefrau Dora Reinecke geborene Neumann zur Welt. Nach dem Besuch eines humanistisch orientierten Gymnasiums ging Werner Reinecke zum Militär und arbeitete als Berufsoffizier bis 1920. Er absolvierte in Schlesien eine landwirtschaftliche Ausbildung und besuchte im Anschluss die Breslauer Landwirtschaftliche Hochschule. Er verwaltete ab 1923 den väterlichen Hof und Besitz, welcher im Rahmen des Versailler Vertrages zunächst polnisch geworden war und schließlich im Jahr 1924 durch Ausweisung der Familie aus Polen gänzlich verloren ging. Reinecke arbeitete anschließend als Landwirt in Schlesien.
1937 wurde er Soldat und nahm dann am Zweiten Weltkrieg teil, bis er 1943 aufgrund einer schweren Kriegsverletzung als Schwerbeschädigter aus der Wehrmacht ausschied. Zunächst übernahm er bei Bromberg einen Versehrtenhof, musste jedoch 1945 flüchten und ließ sich nach Kriegsende in Becklingen bei Celle nieder. Dort arbeitete er als Stromableser von 1946 bis 1951.
Vom 6. Mai 1951 bis 5. Mai 1955 war er Mitglied des Niedersächsischen Landtages (2. Wahlperiode), dabei zunächst bis 28. November 1952 als SPD-Fraktionsmitglied, dann für die GVP ab 29. November 1952, weiterhin für die Fraktion Mitte ab 8. Oktober 1953 und schließlich wieder für die GVP ab 14. Januar 1955.